# Tordinci
Tordinci (maďarsky Valkótard) jsou vesnice a správní středisko stejnojmenné opčiny v Chorvatsku ve Vukovarsko-sremské župě. Nachází se asi 13 km severně od města Vinkovci a asi 22 km severozápadně od Vukovaru. V roce 2011 žilo v Tordincích 739 obyvatel, v celé opčině pak 2 032 obyvatel.
Součástí opčiny jsou celkem čtyři trvale obydlená sídla.
- Antin – 731 obyvatel
- Korog – 485 obyvatel
- Mlaka Antinska – 77 obyvatel
- Tordinci – 739 obyvatel

Územím opčiny procházejí župní silnice Ž4121, Ž4122, Ž4135 a Ž4148. Protéká zde řeka Vuka.